# Хардемен (округ, Теннесси)
Округ Хардемен (англ. Hardeman County) располагается в штате Теннесси, США. Официально образован в 1823 году. По состоянию на 2010 год, численность населения составляла 27 253 человека.

## География
По данным Бюро переписи США, общая площадь округа равняется 1735,302 км2, из которых 1730,122 км2 — суша, и 3,000 км2, или 0,420 % — это водоёмы.

## Население
По данным переписи населения 2000 года в округе проживает 28 105 жителей в составе 9412 домашних хозяйства и 6767 семей. Плотность населения составляет 16,00 человек на км2. На территории округа насчитывается 10 694 жилых строения, при плотности застройки около 6,00-ти строений на км2. Расовый состав населения: белые — 57,34 %, афроамериканцы — 40,97 %, коренные американцы (индейцы) — 0,26 %, азиаты — 0,31 %, гавайцы — 0,02 %, представители других рас — 0,30 %, представители двух или более рас — 0,79 %. Испаноязычные составляли 0,97 % населения независимо от расы.
В составе 32,60 % из общего числа домашних хозяйств проживают дети в возрасте до 18 лет, 50,00 % домашних хозяйств представляют собой супружеские пары, проживающие вместе, 17,60 % домашних хозяйств представляют собой одиноких женщин без супруга, 28,10 % домашних хозяйств не имеют отношения к семьям, 25,10 % домашних хозяйств состоят из одного человека, 11,40 % домашних хозяйств состоят из престарелых (65 лет и старше), проживающих в одиночестве. Средний размер домашнего хозяйства составляет 2,56 человека, и средний размер семьи — 3,06 человека.
Возрастной состав округа: 23,90 % — моложе 18 лет, 9,80 % — от 18 до 24, 31,30 % — от 25 до 44, 22,40 % — от 45 до 64, и 22,40 % — от 65 и старше. Средний возраст жителя округа — 36 лет. На каждые 100 женщин приходится 116,90 мужчин. На каждые 100 женщин старше 18 лет приходится 121,40 мужчин.
Средний доход на домохозяйство в округе составлял 29 111 USD, на семью — 34 746 USD. Среднестатистический заработок мужчины был 27 828 USD против 20 759 USD для женщины. Доход на душу населения составлял 13 349 USD. Около 16,90 % семей и 19,70 % общего населения находились ниже черты бедности, в том числе — 24,40 % молодежи (тех, кому ещё не исполнилось 18 лет) и 20,80 % тех, кому было уже больше 65 лет.